# Vugelles-La Mothe
Vugelles-La Mothe é uma comuna da Suíça, situada no distrito de Jura-Nord Vaudois, no cantão de Vaud. Tem 3,07 km² de área e sua população em 2018 foi estimada em 131 habitantes.